# 28. juni
28. juni er dag 179 i året i den gregorianske kalender (dag 180 i skudår). Der er 186 dage tilbage af året.
Eleonora dag. Optaget i dansk kalender omkring år 1800, mens dagen tidligere havde navn efter pave Leo den 2., der døde 684.

### Begivenheder
Født - Dødsfald
- 1319 - Norge indgår en personalunion med Sverige.
- 1389 - Slaget på Solsortesletten i Kosovo
- 1709 - (gs, 8. juli ns) Svenske Karl XII lider nederlag til Peter den Store i slaget ved Poltava. Han undslipper med få soldater og søger tilflugt i Moldavien.
- 1837 - Dronning Victoria krones i Westminster Abbey.
- 1840 - Christian 8. krones i Frederiksborg Slotskirke. Han bliver den sidste monark, som krones og salves.
- 1904 - Amerikadamperen Norge tilhørende DFDS forliser i stærk tåge og strander på Rockall-klippen i Atlanterhavet. 650 mennesker druknede, og kun 146 blev reddet fra denne, dansk skibshistories største, katastrofe.
- 1914 - Den østrigske tronfølger, ærkehertug Franz Ferdinand, myrdes i Sarajevo. Attentatet udløser udbruddet af den 1. verdenskrig en måned senere.
- 1919 - Versailles-freden underskrives af de krigsførende parter fra 1. Verdenskrig.
- 1930 - Jetmotoren patenteres af Frank Whittle.
- 1931 - En norsk fanger - Devold - okkuperer Østgrønland, og kalder det Norges og Erik den Rødes land.
- 1939 - PAN AM indleder regelmæssige fly-afgange mellem USA og Europa.
- 1940 - England anerkender general Charles de Gaulle som leder for de Frie Franske.
- 1941 - Tyskerne indtager Minsk.
- 1941 - Den tyske besættelsesmagt begynder hvervningen til Frikorps Danmark - et dansk korps under Waffen SS. Det skete med den danske regerings godkendelse - men dog ikke uden et opgør i ministeriet. Frikorps Danmark bestod af danske soldater, der skulle sættes ind på Østfronten, og fik ca. 1.000 medlemmer.
- 1948 - Den danske stat begynder at udstede præmieobligationer for at opsuge ledige penge og begrænse forbruget.
- 1950 - Nordkoreanske tropper indtager Seoul.
- 1962 - I Idrætsparken vinder det danske fodboldlandshold 6-1 over Malta.
- 1964 - Verdens hidtil største orkester spiller på Ullevaal Stadion i Oslo, Norge. Orkestret bestod af 20.100 personer fra Norges Musik Forbund.
- 1965 - Den hollandske prinsesse Beatrix deklarerer sin forlovelse med den vesttyske diplomat Claus von Amsberg.
- 1966 - USA afbryder forbindelserne til Argentina efter at militæret har taget magten.
- 1969 - Stonewall-oprøret begynder i New York City.
- 1974 - Skagen afholder sin første internationale visefestival.
- 1979 - 37 årige Jørgen "Gamle" Hansen vinder for tredje gang europamesterskabet i weltervægtboksning. I Randershallen besejrede han den forsvarende mester, Dave Green fra England, på knockout i 3. omgang.
- 1985 - På EF-topmøde i Milano afviser statsminister Poul Schlüter fransk-tysk forslag om at oprette en europæisk union.
- 1987 - Danmark vinder VM i parspeedway i Pardubcie i Tjekkoslovakiet for tredje gang i træk og fjerde gang i alt. Det var Hans Nielsen og Erik Gundersen, der genvandt guldet.
- 1990 - Ion Iliesco tages i ed som præsident i Rumænien.
- 1990 - Efter 42 års kommunistisk styre får Tjekkoslovakiet sin første demokratisk valgte regering med premierminister Marian Calfa i spidsen.
- 1991 - USA truer Irak med militær aktion, efter at irakerne har lagt hindringer i vejen for inspektion af landets atomanlæg.
- 1992 - Eesti Vabariigi Põhiseadus, den estiske grundlov, vedtages, hvorved Estland genskabte rigets status som denne havde været inden 1940.
- 1994 - En brand på færgen mellem Gedser og Rostock koster en 22-årig hollandsk lastbilchauffør livet.
- 1996 - På årets Roskilde Festival må punkrockbandet Sex Pistols afbryde koncerten efter 20 minutter, da tilskuerne kaster flasker på scenen. Årets Roskilde Festival samlede 90.000 tilskuere.
- 1996 - Ukraines nye forfatning ratificeres.
- 1998 - Danmark vinder sensationelt ottendedelsfinalen over Nigeria med 4-1 ved VM i fodbold i Frankrig. De danske mål blev scoret af Peter Møller, Brian Laudrup, Ebbe Sand og Thomas Helveg. Nigeria var regnet for en af de store favoritter ved VM, og den store sejr, efter sprudlende spil, vakte begejstring (og bekymring) over store dele af verden. Modstanderen i den kommende kvartfinale blev Brasilien. Det var første gang et dansk fodboldhold var kommet så langt ved et VM.
- 2000 - Armenien og Aserbajdsjan optages i Europarådet, som nu har 43 medlemmer.
- 2001 - Den serbiske regering udleverer Jugoslaviens tidligere præsident, den 60-årige Slobodan Milosevic, til FN's internationale krigsforbryderdomstol i Haag, Holland. Milosevic var anklaget for forbrydelser mod menneskeheden.
- 2002 - Familien Bagger-Sørensen sælger størsteparten af Dandy - Stimorol, V6 og Dirol, til slikgiganten Cadbury Schweppes for 2,3 milliarder kr.

### Født
- 1491 - Kong Henrik 8. af England, engelsk konge (død 1547).
- 1577 - Peter Paul Rubens, flamsk maler (død 1640).
- 1712 - Jean-Jacques Rousseau, fransk filosof fra oplysningstiden (død 1778).
- 1818 - Johan Anton Frederik Hoffmann, dansk officer (død 1864).
- 1902 - Richard Rodgers, amerikansk komponist (død 1979).
- 1907 - Emily Perry, engelsk skuespillerinde (død 2008).
- 1910 - Ingrid Luterkort, svensk skuespillerinde (død 2011).
- 1912 - Carl Friedrich von Weizsäcker, tysk fysiker og filosof (død 2007).
- 1912 - Sergiu Celebidache, rumænsk dirigent (død 1996).
- 1926 - Mel Brooks (Kaminsky) amerikansk skuespiller.
- 1948 - Kathy Bates, amerikansk skuespillerinde.
- 1960 - John Cusack, skuespiller.
- 1966 - Einar Enemark, dansk rapper.
- 1973 - Carsten Bjørnlund, dansk skuespiller.

### Dødsfald
- 1829 - Rasmus Nyerup, dansk litteraturhistoriker (født 1759).
- 1861 - Robert Burke O'hara, irskfødt opdagelsesrejsende (især i Australien) - 40 år.
- 1976 - Stig Lommer, dansk teaterdirektør. (født 1907)
- 1994 - Ulrik Neumann, dansk sanger og guitarist. (født 1918)
- 2000 - Johannes L Madsen, dansk forfatter. (født 1942)
- 2016 - Scotty Moore, amerikansk guitarist (født 1931).

|  | Denne datoartikel kan blive bedre, hvis der indsættes et (bedre) billede Du kan hjælpe ved at afsøge Wikimedia Commons for et passende billede eller uploade et godt billede til Wikimedia Commons iht. de tilladte licenser og indsætte det i artiklen. |